# Олимпийский парк (Сеул)
Олимпийский парк Сеула (кор. 올림픽공원) — крупный парк в Сеуле (столице Республики Кореи). Расположен в сеульском районе Пани-дон, занимает площадь около 1,45 млн м². В созданном к Азиатским играм 1986 года и Олимпийским играм 1988 года парке расположены многочисленные спортивные сооружения, а также Олимпийский музей, Сеульский Олимпийский музей искусств, один из крупнейших в мире садов скульптур, а также крепость Мончхонтхосон и искусственное озеро Мончхонтхэкжа эпохи раннего Пэкче.

## Спортивные объекты
В Олимпийском парке расположен ряд стадионов и спортивных объектов, на которых проводились соревнования Азиатских игр 1986 года и Олимпийских игр 1988 года. Три крытых дворца спорта рассчитаны соответственно на 15, 7 и 3,4 тысячи зрителей. Построенный по международным стандартам теннисный стадион вмещает 10 тысяч зрителей. Также на территории парка находятся олимпийский велодром и плавательный бассейн. Для массового пользования предназначены беговые и массажные дорожки и площадка для катания на роликовых коньках. Площадь 17-этажного Олимпийского центра, строительство которого было завершено к 1986 году, составляет более 17,3 тыс. м².

## Культурная программа
На территории парка расположены крепость Мончхонтхосон и искусственное озеро Мончхонтхэкжа эпохи раннего Пэкче. Стены крепости, построенной на вершине невысокого естественного холма и предназначавшейся для отражения атак с севера, возведены из глины, с северной стороны возведён деревянный частокол, а вокруг крепости вырыт широкий и глубокий ров. На территории крепости сохранились остатки построек, в ходе раскопок в 1983—1989 годах найдены оружие и утварь эпохи Пэкче. На пути от крепости к северным воротам Олимпийского парка расположен Мончхонский исторический музей, где представлены археологические находки эпохи Пэкче. Другие музеи на территории парка — Олимпийский музей и Сеульский Олимпийский музей искусств (SOMA).

Известным произведением искусства, расположенным в Олимпийском парке, являются выполненные из железобетона Врата мира на земле. Высота скульптуры составляет 24 м, длина — 62 м и ширина 37 м. Вдоль аллеи, ведущей к воротам, размещены по 30 колонн 3-метровой высоты, увенчанных встречающих посетителей бронзовыми масками. За Вратами мира на земле расположена Площадь мира, от которой отходит курсирующий по парку поезд «Ходори». В 1988 году в парке была открыта также скульптура «Факел мира», вечный огонь в которой зажгли 12 сентября того же года президент МОК Хуан Антонио Самаранч и президент НОК Республики Кореи.
Культурную программу, предлагаемую посетителям парка, дополняют сад скульптур под открытым небом, входящий в пятёрку крупнейших в мире, и музыкальный фонтан. На территории парка растут два дерева, находящиеся под охраной закона — гинкго возрастом более 500 лет на северном склоне холма у крепости Мончхонтхосон и дзельква возрастом свыше 400 лет рядом с садом скульптур. Усилия по поддержанию экосистемы парка позволяют обитать на его территории чёрным кряквам, белым цаплям, фазанам, кукушкам, дятлам, корейским енотам, белкам, бурундукам и лягушкам.